# Prionispa gemmata
Prionispa gemmata es una especie de insecto coleóptero de la familia Chrysomelidae.
Fue descrita científicamente en 1876 por Baly.